# Asian Television Awards
L'Asian télévision Awards (ATA) est une récompense de télévision remise à l'occasion d'une manifestation lancée en 1996. Elles sont conçues pour identifier et récompenser les programmes et productions que le jury considère comme les meilleurs. L'événement est sans but lucratif, les bénéfices directs étant reversés aux fonds asiatiques patronnant les récompenses de télévision et servant notamment à aider des étudiants.

## Les catégories de la compétition

### Programme
1. Best Documentary Programme (30 min ou moins)
2. Best Documentary Programme (31 min ou plus)
3. Best Natural History or Wildlife Programme or Docu-drama
4. Best News Programme
5. Best Single News Story/Report (10 min ou moins)
6. Best Drama Series - Best Drama Series
7. Best Single Drama or Telemovie Programme
8. Best Comedy Programme
9. Best Current Affaurs Programme
10. Best Children’s Programme
11. Best Entertainment (One-off/Annual) Special
12. Best Entertainment Programme
13. Best Game or Quiz Programme
14. Best Music Programme
15. Best Reality Programme
16. Best Infotainment Programme
17. Best Talk Show
18. Best Animation
19. Best Social Awareness Programme

### Performance
1. Best News Presenter or Anchor
2. Best Current Affairs Presenter
3. Best Entertainment Presenter
4. Best Drama Performance by an Actor
5. Best Drama Performance by an Actress
6. Best Comedy Performance by an Actor
7. Best Comedy Performance by an Actress

### Techniques
1. Best Cinematography
2. Best Direction
3. Best Editing